# Кёёп, Рауно
Рауно Кёёп (эст. Rauno Kööp; 18 августа 1989, Пайде) — эстонский футболист, нападающий, тренер.

## Биография
Воспитанник клуба «Флора» из Пайде, позже известного как «Пайде ЛМ». Взрослую карьеру начал в составе этого же клуба в четвёртом дивизионе Эстонии. В 2006 году был приглашён в таллинскую «Флору», но играл только за её резервную команду в первой лиге. В 2007 году вернулся в клуб из Пайде, с которым за несколько сезонов поднялся в высший дивизион. Дебютный матч в чемпионате Эстонии сыграл 7 марта 2009 года против «Транса». Первый гол забил 3 апреля 2010 года в ворота «Нымме Калью». Всего за четыре с половиной сезона в высшей лиге сыграл за «Пайде» 91 матч и забил 7 голов. С 2013 года играл в низших лигах за «Пайде-2» и «Пайде-3». Лучший бомбардир зонального турнира второй лиги (четвёртый дивизион) 2015 года с 20 голами.
С 2017 года стал главным тренером вновь основанного клуба «Пайде-3», состоящего в основном из ветеранов клуба, завершивших профессиональные выступления. Приводил этот клуб к победам в Малом кубке Эстонии (соревнование для любительских команд) в 2017 и 2019 годах, а также к победам в зональных турнирах низших лиг.